# Achimenes glabrata
Achimenes glabrata är en tvåhjärtbladig växtart som först beskrevs av Joseph Gerhard Zuccarini, och fick sitt nu gällande namn av Karl Fritsch. Achimenes glabrata ingår i släktet Achimenes och familjen Gesneriaceae. Inga underarter finns listade i Catalogue of Life.